# Università statale umanistico-pedagogica dell'Amur
L'Università statale umanistico-pedagogica dell'Amur (AmPGU) è un ente di istruzione accademica russo situato a Komsomol'sk-na-Amure.

## Struttura
- Facoltà di informatica, matematica e fisica
- Facoltà di storia e giurisprudenza
- Facoltà geografico-naturale
- Facoltà di tecnologia, economia e design
- Facoltà di filologia e comunicazione interculturale
- Istituto di pedagogia e psicologia
- Istituto di corrispondenza e istruzione supplementare